# Hypena brunneabilineata
Hypena brunneabilineata là một loài bướm đêm trong họ Erebidae.